# Ratsapotheke (Eisenach)

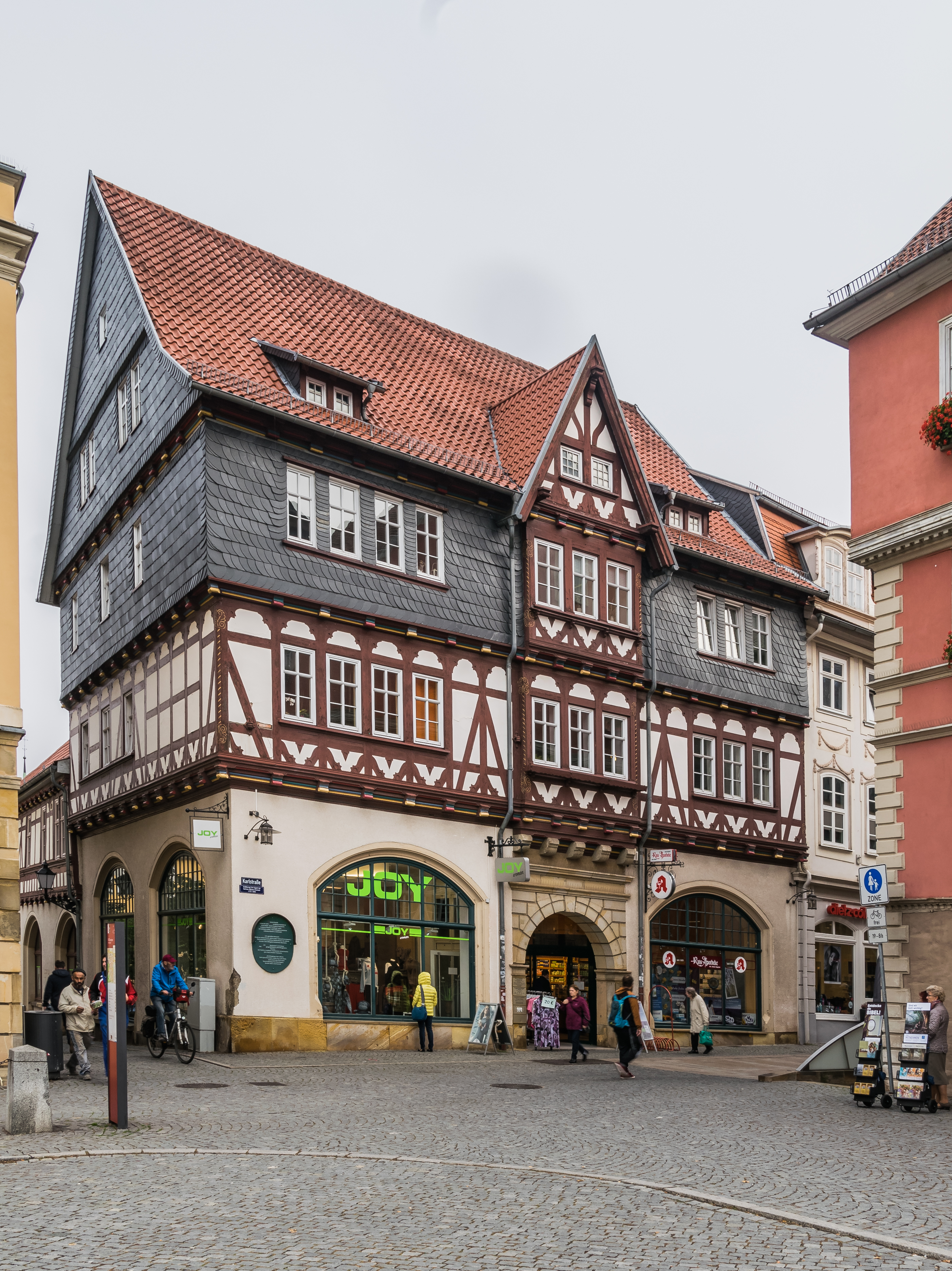
Die Ratsapotheke in Eisenach

Die ursprüngliche Hofapotheke und heutige Ratsapotheke, Karlstraße 1, ist ein denkmalgeschütztes Gebäude in Eisenach, Thüringen.

## Lage
Die Ratsapotheke befindet sich im Stadtzentrum von Eisenach auf dem Markt am Eingang der Karlstraße unmittelbar neben dem Eisenacher Stadtschloss und dem Rathaus.

## Geschichte

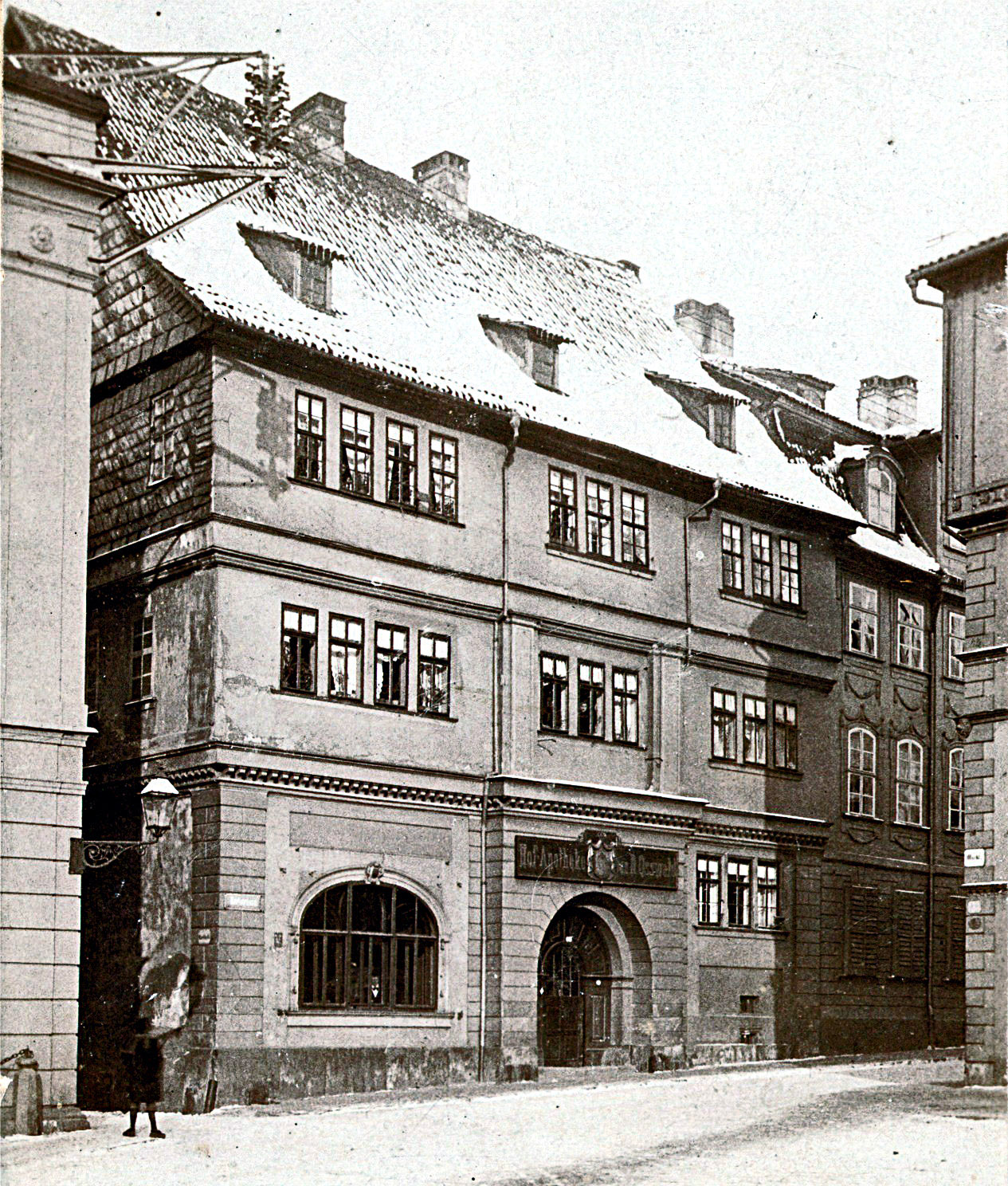
Hof-Apotheke 1896, vor Umbau und Freilegung des Fachwerkes

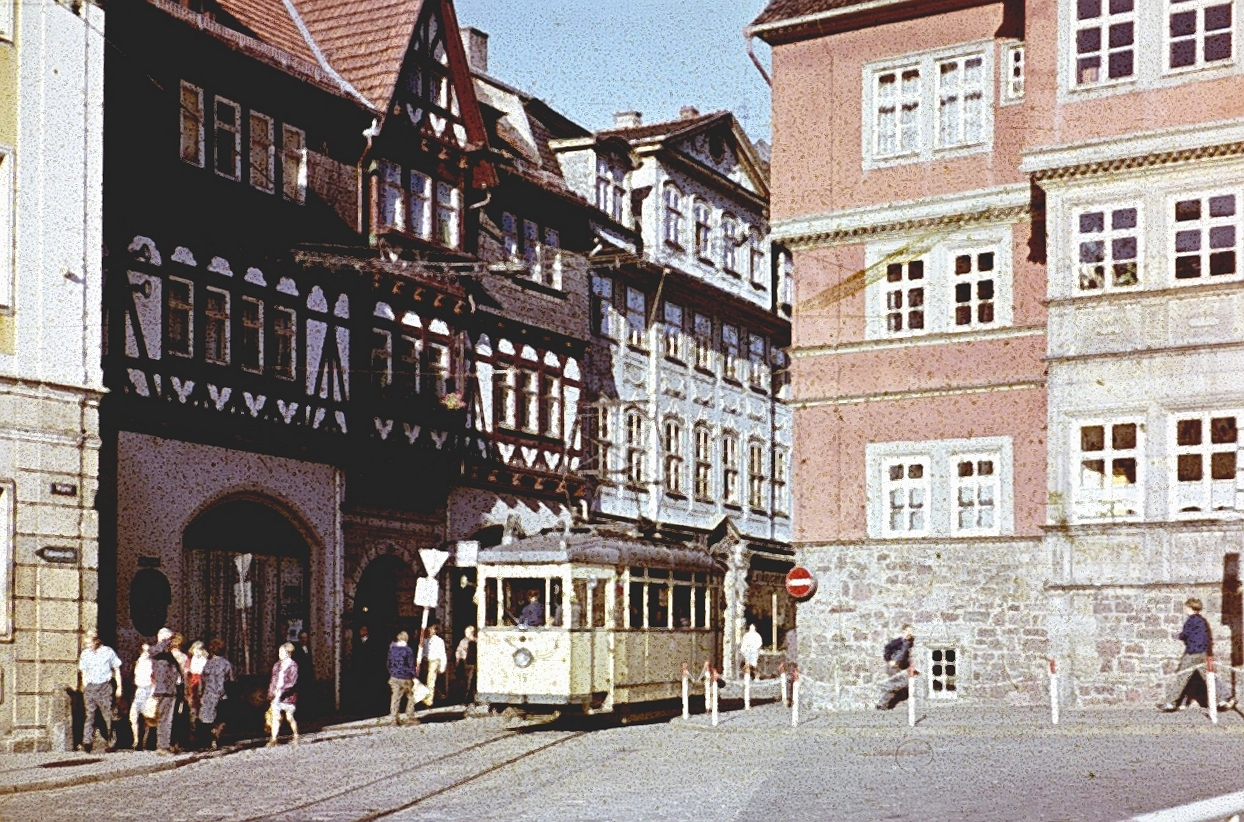
Das Gebäude im Jahr 1974 mit der Eisenacher Straßenbahn

Das Gebäude Karlstraße 1 wurde um 1560 erbaut. Während des Stadtbrandes von 1636 blieb das Haus unversehrt und ging später in den Besitz eines Wolltuchhändlers über. Von 1721 bis 1945 befand sich hier die im Jahr 1585 gegründete Hof-Apotheke. Um 1900 wurde das alte Holzfachwerk freigelegt und ein Zwerchhausgiebel über der Eingangsachse errichtet. Weitere Umbauarbeiten erfolgten 1936. Bis 1948 in Privatbesitz, wurde die Apotheke auf Befehl der sowjetischen Militäradministration enteignet und in Rats-Apotheke umbenannt. 1952 wurde sie der Sitz des Kreisapothekers für den Kreis Eisenach. Anfang der 1960er Jahre ist die historische Einrichtung durch moderne Einbauten ersetzt worden. Seit November 1990 sind Gebäude und Apotheke wieder in Privatbesitz.
Außer der Apotheke beherbergt das Gebäude heute ein Cafe, Arztpraxen und Büros. Zahlreiche Gegenstände (Urkunden, Fayencen, Mörser und eine Kräuterpresse aus dem Jahr 1645) der ehemaligen Hof-Apotheke befinden sich heute im benachbarten Thüringer Museum.